# Congregazione verginiana

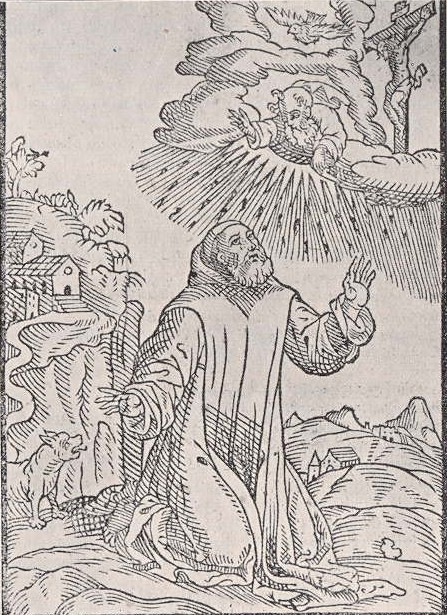
Guglielmo da Vercelli, fondatore di Montevergine

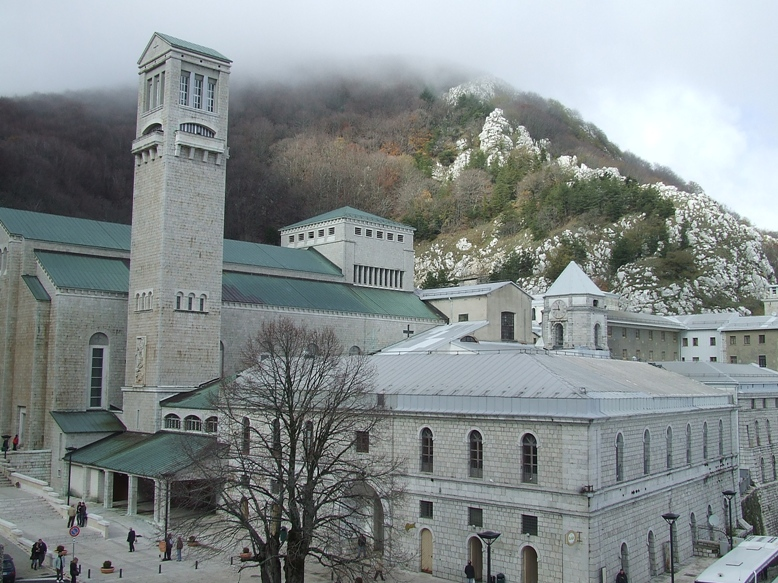
L'abbazia di Montevergine, in comune di Mercogliano, casa madre della Congregazione verginiana.

La Congregazione verginiana, chiamata originariamente Congregazione degli eremiti di Montevergine, (in latino: Congregatio Montis Virginis ordinis S. Benedicti) è stata una congregazione monastica benedettina di diritto pontificio derivata dall'abbazia di Montevergine, fondata da san Guglielmo da Vercelli.

## Storia

### Origini
L'abbazia di Montevergine fu fondata da Guglielmo da Vercelli: mentre si recava in pellegrinaggio in Terra santa, durante una sosta in Puglia, incontrò Giovanni da Matera che lo dissuase dal proseguire il suo viaggio e lo convinse a rimanere in Italia. Guglielmo si ritirò allora a vita eremitica sul Montevergine, nel massiccio del Partenio, dove fu presto circondato da discepoli che lo spinsero a formare una comunità regolare e a erigere una chiesa, consacrata dal vescovo Giovanni di Avellino nella Pentecoste del 1124.
La data di nascita della congregazione viene indicata nel 1126.
Cresciuta troppo la comunità di Montevergine, Guglielmo lasciò la sua fondazione insieme ad altri cinque eremiti e si stabilì sul Laceno, dove fu raggiunto da Giovanni da Matera. Giovanni si ritirò poi sul Gargano fondandovi un monastero, invece Guglielmo continuò a stabilire comunità prima sul Monte Cognato, poi al Goleto, dove si spense.

### Primi sviluppi
Guglielmo non lasciò una regola scritta, né si conoscono le pratiche ascetiche e le costumanze liturgiche che introdusse tra i suoi discepoli: considerando il carattere eremitico e peregrinante dello stile di vita di Guglielmo, è improbabile che egli avesse adottato la regola di san Benedetto per le sue fondazioni. La prima allusione esplicita all'osservanza della regola benedettina in un monastero di tradizione verginiana si ha solo nel 1157, in un diploma di Guglielmo II d'Altavilla riguardante il monastero palermitano di San Giovanni degli Eremiti, fondato da Giovanni da Nusco, discepolo e biografo di Guglielmo da Vercelli.
Guglielmo, inoltre, non si preoccupò di raccogliere i vari monasteri da lui fondati in un corpo unitario, cioè in una vera congregazione, né diede all'abbazia di Montevergine alcuna preminenza sulle fondazioni successive. Ogni monastero godeva di piena autonomia, ma presto si vide la necessità di far dipendere le comunità più piccole da un monastero principale e l'abbazia di Montevergine, con le sue dipendenze, andò a costituire il primo nucleo della congregazione verginiana.
L'approvazione apostolica fu data da papa Alessandro III alla congregazione nel 1181 e fu successivamente confermata da Lucio III, Celestino III e Innocenzo III.
Montevergine e la sua congregazione furono grandemente sostenute dalle dinastie normanna e sveva, anche in cambio della fedeltà e della sottomissione dimostrata nella delicata situazione in cui i sovrani venivano a trovarsi nei confronti del papato, il che ne consentì una rapida espansione.
Prima della fine del XII secolo i monasteri della congregazione erano già una quarantina e il periodo di grande fioritura durò fino agli inizi del XIV secolo, quando si avviò un'epoca di decadenza. I monasteri erano distribuiti tra Campania, Basilicata, Puglia, Molise e Sicilia; a Roma esisteva una comunità presso la chiesa di Sant'Agata alla Suburra.

### Organizzazione
Ogni monastero era retto da un priore e il superiore generale, residente a Montevergine, portava il titolo di rettore o custode (in seguito, abate generale): annualmente si celebrava a Montevergine il capitolo generale al quale prendevano parte tutti i priori; l'abate generale, accompagnato dai definitori, era tenuto a visitare tutte le dipendenze almeno una volta l'anno.

### Declino
Nel 1430 i monasteri verginiani caddero in commenda e nel 1515 il cardinale Luigi d'Aragona cedette Montevergine all'ospedale dell'Annunziata di Napoli. Dopo il Concilio di Trento, nel 1567 papa Pio V ridusse i monasteri della congregazione da 53 a 18; papa Gregorio XIII nel 1575 ridiede la dignità di priorato a tutte le case che l'avevano perduta, ma nel 1596 papa Clemente VIII inviò un visitatore apostolico, Giovanni Leonardi, che riesumò le disposizioni di Pio V.
La congregazione fu riformata il 19 maggio 1611 da papa Paolo V. Il numero dei monasteri venne fissato a 24 (13 abbazie e 11 priorati), oltre alle dipendenze (21) e alle grangie; a Montevergine non avrebbero risieduto meno di 100 tra coristi, conversi e famuli. Fu anche data facoltà alle case che ne avessero raggiunto i requisiti (numero di monaci e rendite adeguate) di passare alle categorie superiori. Fino a tutto il XVIII secolo il numero delle case oscillò tra i 24 e i 33.
La congregazione fu dissolta il 13 febbraio 1807. Restaurata il 27 giugno 1818, fu nuovamente colpita a causa delle leggi eversive del 1861 e del 1866.
L'8 agosto 1879, con l'approvazione di papa Leone XIII, i pochi monaci superstiti si unirono alla unita alla Congregazione cassinese della primitiva osservanza, oggi nota come Congregazione sublacense.